# Christian De Paepe
 (janvier 2010).
Si vous disposez d'ouvrages ou d'articles de référence ou si vous connaissez des sites web de qualité traitant du thème abordé ici, merci de compléter l'article en donnant les références utiles à sa vérifiabilité et en les liant à la section « Notes et références ».
Christian de Paepe est un animateur de radio et de télévision belge, né en 1957, originaire de Charleroi et exerçant dans les années 1980 sur R.A.C à Fleurus, au numéro 2 rue de la Paix, au rez de chaussée d'un petit building de cité,  sur les bases de "Radio Andromède Charleroi",
et depuis le début des années 1990 sur Bel RTL, la station belge du groupe RTL.
Professeur de langues, il quitte son métier pour se consacrer sa passion d'animateur sur RFM Charleroi, dans les années 80. Le réseau RFM devient Bel RTL en 1989
Il a participé deux fois aux Grosses Têtes à Paris, réalisée à Bruxelles, avec quasiment que des personnalités de télévision et de divertissement belges.[pas clair]
Il est le père d'Alexandra Depaepe, journaliste a Bel RTL depuis 2011.